# Johann Andreas Segner
Johann Andreas Segner (alemany: Johann Andreas von Segner)  (Bratislava, 9 d'octubre de 1704 - Halle, 5 d'octubre de 1777) fou un matemàtic d'origen hongarès del segle xviii, que va ser el primer professor de matemàtiques a la universitat de Göttingen.

## Vida
Segner va néixer a l'actual Bratislava (aleshores Pòzsoni, en hongarès, o Pressburg, en alemany) en una família d'origen alemany i també va desenvolupar tota la seva carrera acadèmica a Alemanya, tot i sentir sempre un gran interès pels assumptes hongaresos.
Segner va estudiar a l'escola a Bratislava i a Győr i, probablement, va estar un any al Col·legi de Debrecen el 1724. El 1725 va ingressar a la universitat de Jena per cursar estudis de medicina, on es va graduar el 1730. En aquest temps també es va interessar per les matemàtiques, publicant alguns articles sobre el tema.
Durant un breu temps, va practicar la medicina a Debrecen, però el 1732 va retornar a Jena per a fer de professor ajudant i doctorar-se el 1734.
El 1735 va ser nomenat catedràtic de Física i Matemàtiques de la universitat de Göttingen que s'havia fundat l'any anterior, essent ell precisament el primer d'una llarga sèrie de grans matemàtics que van ocupar el càrrec fins a la Segona Guerra Mundial: Kästner, Gauss, Dedekind, Riemann, Klein, Hilbert, Weyl…
A partir de l'any 1750, va treballar en la construcció de l'observatori astronòmic de la universitat, juntament amb Tobias Mayer, amb qui va mantenir unes relacions més aviat tenses, fins que el 1754 l'observatori va quedar sota la direcció exclusiva de Mayer.

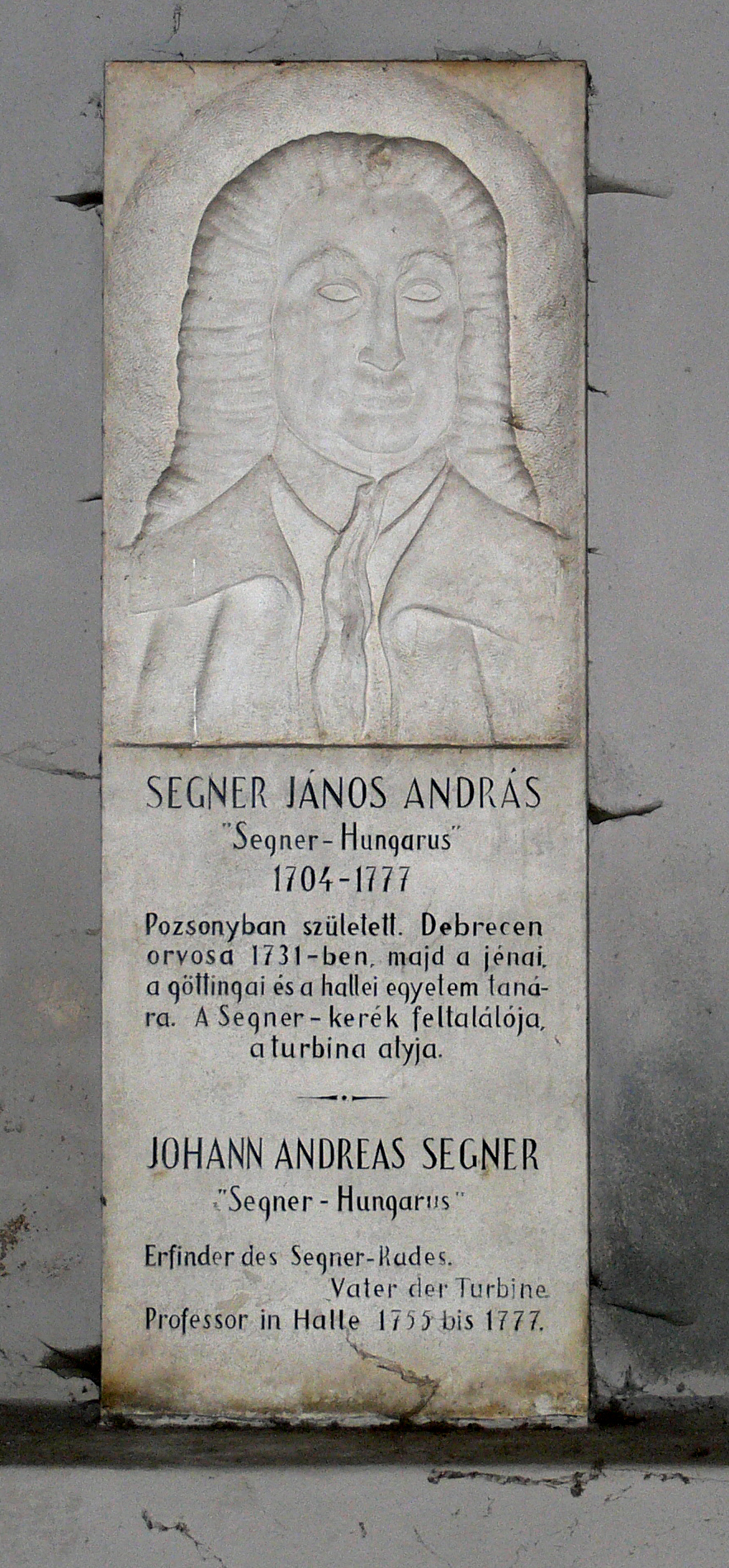
Làpida mortuòria al cementiri de Halle.

L'any següent, Segner deixa la universitat de Göttingen per ocupa el lloc de catedràtic de Matemàtiques i Filosofia Natura de la prestigiosa universitat de Halle, càrrec que ocuparà fins a la seva mort.

## Obra
Ja el 1728, estant a Jena, va publicar un article amb una demostració de la regla dels signes de Descartes, però la demostració definitiva no la va publicar fins al 1759.
Segner va escriure uns quants llibres de text per a les seves classes, que destaquen per la seva claredat conceptual.
Potser els treballs més influents de Segner hagin estat en el camp de la hidràulica, tema sobre el que va mantenir una intensa correspondència amb Euler i en el qual fou inventor de la bomba d'aigua autopropulsada.
També cal destacar el seu intent de crear un càlcul lògic, en el seu llibre Specimen logicae universaliter demonstratae (1740), en el qual construeix a partir de tres postulats i dos axiomes un sistema axiomàtic per avaluar les idees i les seves relacions.  I els seus treballs sobre combinatòria, que va fer que Eugène Charles Catalan anomenés els nombres de Catalan amb el nom de nombres de Segner.